# W- és Z-bozonok
A W- és Z-bozonok (más néven gyenge bozonok) a gyenge kölcsönhatás közvetítőrészecskéi vagy mértékbozonjai. Az 1983-as CERN-beli felfedezésüket a részecskefizika standard modelljének nagy sikereként ünnepelték.
A W-bozont a gyenge (angolul weak) kölcsönhatásról nevezték el. Három fajtája létezik: a pozitív töltésű W+, a negatív töltésű W− és az elektromosan semleges Z0 (vagy egyszerűen Z). A Z-bozon elnevezésére több magyarázat is létezik: egyesek szerint a zero elektromos töltésére utal, mások szerint az angol Z particle (utolsó részecske) rövidítéseként kapta nevét, mivel az elektrogyenge kölcsönhatás elméletének ez volt az utolsó megjósolt részecskéje, amelyet fel kellett fedezni.
A bozonokat a Carlo Rubbia és Simon van der Meer vezette UA1 és UA2 kísérletek során fedezték fel a CERN SPS (Super Proton Synchrotron) gyorsítójánál. A felfedezésért Rubbia és van der Meer 1984-ben fizikai Nobel-díjat kapott.
A W- és Z-bozonok a fotonnal ellentétben jelentős tömeggel rendelkeznek: a W-bozonok tömege körülbelül 80.4 GeV/c², míg a Z-bozon tömege 91.2 GeV/c². Ez a nagy tömeg magyarázza, miért olyan rövid hatótávolságú a gyenge kölcsönhatás. A bozonok tömegét a Higgs-mechanizmus útján nyerik, amit a 2012-ben felfedezett Higgs-bozon létezése igazolt.

## Alaptulajdonságok
Kétféle W-bozon létezik +1 és ‒1 elemi töltésegységnyi töltéssel; a W+ az antirészecskéje a W‒-nak. A Z-bozon (vagy Z0) elektromosan semleges és a saját antirészecskéje. Mindhárom részecske nagyon rövid életű, felezési idejük nagyjából 3·10‒25 másodperc.
Ezek a bozonok az elemi részecskék között egészen nagy tömegűek. A 80,4 (W) illetve 91,2 GeV/c² (Z) tömeg nagyjából a cirkóniumatom tömegével egyezik meg. Nagy jelentősége van ezen a bozonok tömegének, mert ez korlátozza a gyenge kölcsönhatás hatótávolságát. Az elektromágneses erő a gyengével szemben végtelen hatótávolságú, mert a közvetítő részecskéje (a foton) nulla nyugalmi tömegű.
Mindhárom gyenge mértékbozon spinje egy, akár a többi kölcsönhatás mértékbozonjaié, ezért vektorbozonoknak is hívják őket.

## A gyenge kölcsönhatás

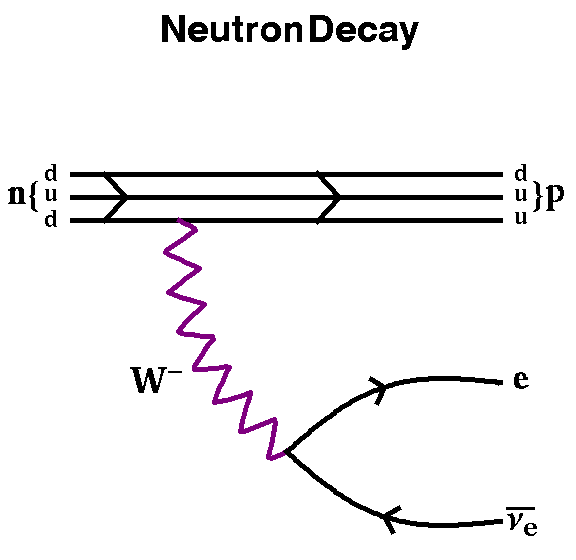
A neutron bomlásának Feynman-gráfja

A gyenge W- és Z-bozonok közvetítik a gyenge nukleáris erőket, ahhoz hasonlóan, ahogy a fotonok közvetítik az elektromágneseseket. A W-bozon szerepet játszik a radioaktív bomlásokban. Tekintsük például a kobalt-60 béta-bomlását, ami jelentős szerepet játszik a szupernovarobbanásokban:
{\displaystyle {}_{27}^{60}{\hbox{Co}}\to {}_{28}^{60}{\hbox{Ni}}+{\hbox{e}}^{-}+{\overline {\nu }}_{e}}
Ez a folyamat nem érinti az egész kobaltmagot, csak a 33 neutronja közül az egyiket. A neutron protonná alakul, miközben kibocsát egy elektront (ebben a kontextusban béta-részecske) és egy antineutrínót:
{\displaystyle {\hbox{n}}\to {\hbox{p}}+{\hbox{e}}^{-}+{\overline {\nu }}_{e}}
A neutron nem egy elemi részecske, hanem összetett (egy u és két d kvarkból). Történetesen az egyik d-kvark az, amelyik részt vesz ebben a negatív béta-bomlásban, u kvarkká alakulva, ami a neutron másik két kvarkjával most már egy protont alkot. A legalsó szinten a gyenge erők megváltoztatják egy kvark ízét:
{\displaystyle {\hbox{d}}\to {\hbox{u}}+{\hbox{W}}^{-}\,}
amit azonnal követ magának a W‒-nak a bomlása:
{\displaystyle {\hbox{W}}^{-}\to {\hbox{e}}^{-}+{\overline {\nu }}_{e}}
Miután a Z-bozon egyben saját antirészecskéje is, ezért minden belső töltésjellegű kvantumszáma nulla (például spinje azonban 1). Részecskék közötti Z-bozoncsere – a semleges áram – ezért a részecskéket magukat változatlanul hagyja, kivéve az impulzus cserét és a pálya-impulzusmomentumok megváltozását. A béta-bomlástól eltérően a semleges áram megfigyelése nagy részecskegyorsítók és részecskedetektorok megépítését igényli, úgyhogy ezek csak a világnak mindössze néhány nagyenergiájú fizikai laboratóriumában elérthetőek.

## A W és Z előrejelzése
A kvantum-elektrodinamika 1950-es évekbeli látványos sikerét követően kísérletet tettek arra, hogy a gyenge kölcsönhatást is mértékelméleti alapokra helyezzék. Ez 1968 környékén az elektromágnesség és a gyenge kölcsönhatás egyesített elméletébe torkollott, melyért Sheldon Glashow, Steven Weinberg és Abdus Salam 1979-ben fizikai Nobel-díjat kapott. Elméletük, az elektrogyenge kölcsönhatás elmélete nem csak a béta-bomláshoz szükséges W-bozonokat, hanem egy elektromosan semleges bozont, a Z-bozont is megjósolta.
Az a tény, hogy a W- és Z-bozonok tömeggel rendelkeznek, míg a foton tömeg nélküli, komoly gátja volt az elektrogyenge elmélet kifejlesztésének. Ezek a részecskék egy úgynevezett SU(2) mértékelmélettel írhatóak le, de eszerint a mértékelmélet szerint tömeg nélkülieknek kellene lenniük. Valóban, a foton azért tömeg nélküli, mert az elektromágnesességet az U(1) mértékelmélet írja le. Valamilyen jelenségre volt szükség, mely az SU(2)-szimmetriát sérti, tömeget adva a W- és Z-bozonoknak. Egy magyarázattal, a Higgs-mechanizmussal, Peter Higgs szolgált az 1960-as években, amit Steven Weinberg alkalmazott a gyenge kölcsönhatás esetére. Ez egy újabb részecske létezését jósolta meg, az úgynevezett Higgs-bozonét.
A gyenge kölcsönhatás SU(2) mértékelméletének, az elektromágneses kölcsönhatásnak és a Higgs-mechanizmusnak a kombinációja a Glashow–Weinberg–Salam-modell. Jelenleg széles körben elfogadott a részecskefizika standard modelljének egyik pilléreként. 2012-ben a CERN Nagy Hadronütköztetőjében (LHC) sikeresen kimutatták a Higgs-bozont, igazolva ezzel az elmélet utolsó hiányzó elemét is.

## A W és Z felfedezése
A W- és Z-bozon felfedezése egy nagy CERN sikertörténet. Először 1973-ban sikerült megfigyelni semleges áram kölcsönhatást, ahogy az elektrogyenge kölcsönhatás elmélete előrejelezte. A nagy Gargamelle buborékkamra lefényképezett néhány elektronnyomot, amelyek hirtelen elkezdtek mozogni. Ezt úgy lehet magyarázni, hogy a neutrínó kölcsönhat az elektronnal láthatatlan Z-bozont cserélve vele. A neutrínó másképpen láthatatlan, csak az elektronnak átadott impulzus a megfigyelhető.
A W- és Z- részecskék felfedezéséhez meg kellett várni olyan nagy energiájú részecskegyorsító – egy szinkrotron – elkészítését, amely elegendő az előállításukhoz. Az első eszköz, amely erre képes volt, az szuper protonszinkrotron volt, melyben 1983 januárjában egyértelmű jeleket láttak a Carlo Rubbia és Simon van der Meer által vezetett kísérletsorozatokban. A tényleges kísérleteket  UA1-nek (ezt vezette Rubbia) és UA2-nek nevezték, és sok ember együttműködésének eredménye. Van der Meer volt a nyaláb átmérőjének csökkentésére szolgáló  sztochasztikus hűtésnek a kidolgozója. Az UA1 és UA2 néhány Z-nyomot is talált pár hónappal később, 1983 májusában. Rubbiát és van der Meert azonnal fizikai Nobel-díjjal jutalmazták 1984-ben, ez volt a leggyorsabb döntése a konzervatív Nobel-alapítványnak.